# 异唇胡𬶋
异唇胡𬶋（学名：Huigobio heterocheilus），一种分布于中华人民共和国广西壮族自治区及湖南省的湘江流域的淡水鱼，隶属于鲤科胡鮈属。模式产地为广西灌阳县灌江。